# Arne Thoms
Arne Thoms (* 1. Januar 1971 in Osnabrück) ist ein ehemaliger deutscher Tennisspieler.

## Leben
Arne Thoms wuchs als Sohn eines Rechtsanwalts in Flensburg auf. Die Tennisspielerin Heike Thoms ist seine Schwester. Er ist seit 2008 mit der fünf Jahre jüngeren, ebenfalls als Flensburg stammenden Rechtsanwältin Tina Thoms verheiratet. Das Paar hat zwei Töchter und lebt in Hannover-Bemerode.
Arne Thoms trainiert die Damenmannschaft des DTV Hannover, die in der Tennis-Bundesliga spielt.

## Karriere
Thoms fuhr als Jugendlicher fast täglich mit seiner Schwester zum Tennistraining nach Neumünster. Mit 16 Jahren ging er vom Gymnasium ab und zog nach Hannover, um beim Bundesligisten HTV Hannover zu spielen.
Im Februar 1992 bezwang Thoms beim Turnier in Mailand den ehemaligen Weltranglistenführenden Ivan Lendl. Seine höchste Platzierung in der Tennisweltrangliste im Einzel erreichte er am 18. Mai 1992 mit dem 98. Platz. In der Doppel-Wertung war er am 5. Juli 1993 auf Rang 169 gelistet. 1992, 1994 und 1995 erreichte er in der Einzelkonkurrenz beim Grand-Slam-Turnier in Wimbledon jeweils die 2. Runde. 1992 scheiterte er im Duell gegen Jacco Eltingh nach eigener Aufgabe im zweiten Satz im Viertelfinale des Turniers von Manchester.

## Erfolge
| Legende                       |
| Grand Slam                    |
| Tennis Masters Cup            |
| ATP Masters Series            |
| ATP International Series Gold |
| ATP International Series      |
| ATP Challenger Series (10)    |

### Einzel

#### Turniersiege
| Nr. | Datum             | Turnier    | Belag       | Finalgegner      | Ergebnis      |
| --- | ----------------- | ---------- | ----------- | ---------------- | ------------- |
| 1.  | 24. November 1991 | München    | Teppich (i) | Markus Naewie    | 4:6, 6:3, 6:4 |
| 2.  | 15. Mai 1994      | Jerusalem  | Hartplatz   | Filip Dewulf     | 4:6, 6:1, 6:4 |
| 3.  | 10. November 1996 | Neumünster | Teppich (i) | Jeff Salzenstein | 6:4, 6:4      |
| 4.  | 2. Februar 1997   | Lippstadt  | Teppich (i) | Dirk Dier        | 7:6, 6:3      |

### Doppel

#### Turniersiege
| Nr. | Datum             | Turnier     | Belag       | Partner         | Finalgegner                    | Ergebnis      |
| --- | ----------------- | ----------- | ----------- | --------------- | ------------------------------ | ------------- |
| 1.  | 27. August 1991   | Brest       | Hartplatz   | Lars Koslowski  | Patrik Kühnen Alexander Mronz  | 6:2, 1:6, 6:3 |
| 2.  | 11. Oktober 1992  | Dublin      | Teppich (i) | Sander Groen    | Douglas Geiwald Robbie Koenig  | 5:7, 6:4, 6:3 |
| 3.  | 15. November 1992 | München (1) | Teppich (i) | Sander Groen    | Marcos Ondruska Grant Stafford | 6:4, 7:6      |
| 4.  | 31. Oktober 1993  | München (2) | Teppich (i) | Sander Groen    | Jon Ireland John Yancey        | 6:3, 6:3      |
| 5.  | 6. Februar 1994   | Lippstadt   | Teppich (i) | Alexander Mronz | Marius Barnard Brent Haygarth  | 6:2, 6:4      |
| 6.  | 11. Februar 1996  | Wolfsburg   | Teppich (i) | Dirk Dier       | Jim Pugh Joost Winnink         | 6:4, 6:4      |